# Gyula Lóránt
Gyula Lóránt, nascut Gyula Lipovics, (Kőszeg, 6 de febrer de 1923 - Salònica, 31 de maig de 1981) fou un futbolista hongarès de la dècada de 1950 i entrenador, d'origen croat.
Va ser jugador dels clubs UTA Arad, Vasas SC i Honvéd. Fou internacional amb la selecció d'Hongria, amb la qual guanyà els Jocs Olímpics de 1952 i el Campionat d'Europa Central el 1953. També disputà la Copa del Món de futbol de 1954. Formà part de l'equip conegut com els poderosos magiars.
Posteriorment fou un destacat entrenador, destacant al capdavant de Honvéd, FC Bayern de Múnic i PAOK de Salònica.

## Palmarès

### Jugador
Hongria
- Medalla d'or als Jocs Olímpics de 1952
- Campionat d'Europa Central: 1953
- Finalista de la Copa del Món de Futbol: 1954

Nagyváradi AC
- Lliga hongaresa de futbol: 1944

UTA Arad
- Lliga romanesa de futbol: 1947

Honvéd
- Lliga hongaresa de futbol: 1952, 1954, 1955

### Entrenador
PAOK Thessaloniki FC
- Lliga grega de futbol: 1976